# روس جينينغز
روس جينينغز (بالإنجليزية: Ross Jennings)‏ هو منتج تلفزيوني نيوزلندي، ولد في 13 نوفمبر 1944 في هاويرا ‏ في نيوزيلندا، وتوفي في 25 مارس 2016 بسبب سرطان.